# Снегурочка
Снегу́рочка (Снегурка, Снежевиночка) — русский сказочный и новогодний персонаж, внучка Деда Мороза, его постоянная спутница и помощница. На праздниках выступает как посредник между детьми и Дедом Морозом. Иногда изображается в образе маленькой девочки, иногда — девушки. Последнее чаще: под влиянием литературного образа Снегурочки и как практическая необходимость для оказания праздничных услуг (сопровождение Деда Мороза). Первое официальное появление Снегурочки в качестве помощницы Деда Мороза и произошло на встрече 1937 года в московском Доме Союзов.

## История персонажа

### В русском фольклоре
Образ Снегурочки не зафиксирован в славянском народном обряде, но присутствует в народном фольклоре. В русском фольклоре Снегурочка является персонажем народной сказки о сделанной из снега девочке Снегурке (Снежевиночке), которая ожила. Этот сюжет был обработан и опубликован в 1869 году А. Н. Афанасьевым во втором томе его труда «Поэтические воззрения славян на природу»: «Снегурка (Снежевиночка, у немцев Schneekind) названа так потому, что родилась из снега». В сказке старик и старуха лепят куклу из снега и она оживает, а летом девушка идёт с подругами в лес и тает.

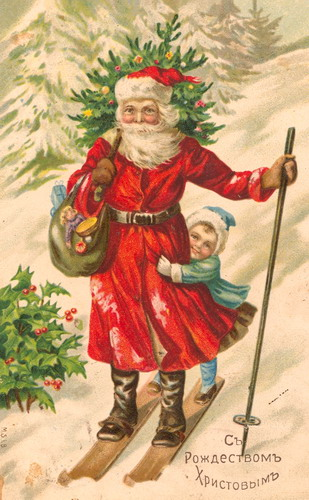
Дед Мороз с ребёнком на дореволюционной рождественской открытке

### В искусстве
В 1873 году А. Н. Островский, под влиянием сказок Афанасьева, пишет пьесу «Снегурочка». В ней Снегурочка предстаёт как дочь Деда Мороза и Весны-Красны, погибающая во время летнего ритуала почитания бога солнца Ярилы. Имеет вид прекрасной бледнолицей светловолосой девушки. Первоначально пьеса не имела успеха у публики. Однако в 1882 году Н. А. Римский-Корсаков поставил по пьесе одноимённую оперу, которая имела громадный успех.
Дальнейшее развитие образ Снегурочки получил в работах педагогов конца XIX — начала XX века, которые готовили сценарии для детских рождественских ёлок. Ещё до революции фигурки Снегурочки вешались на ёлку, девочки наряжались в костюмы Снегурочки, делались инсценировки фрагментов из сказок, пьесы Островского или оперы. В это время в роли ведущей Снегурочка не выступала.

### В Советском Союзе

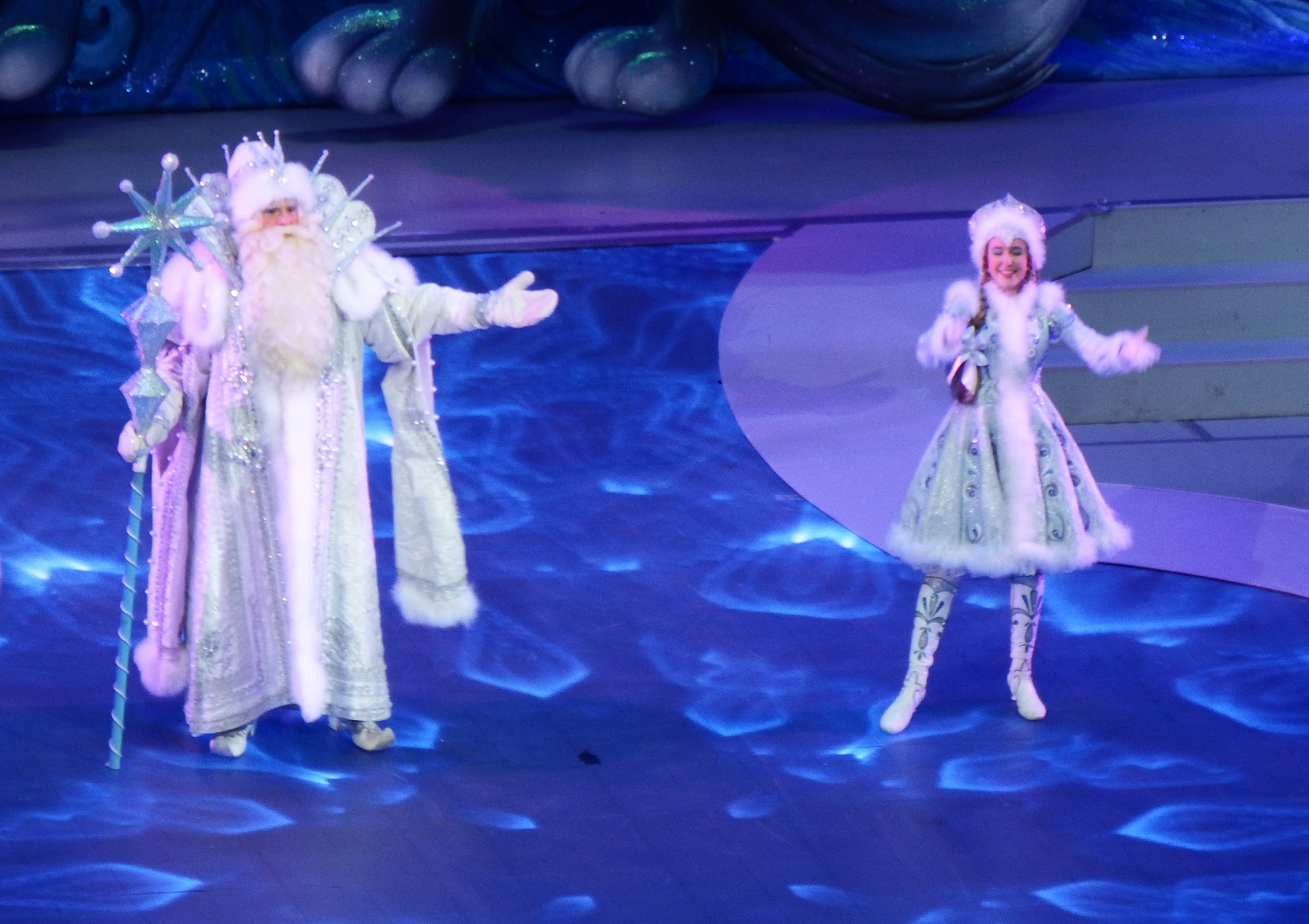
Дед Мороз и Снегурочка на «Кремлёвской ёлке» 2016/2017 годов.

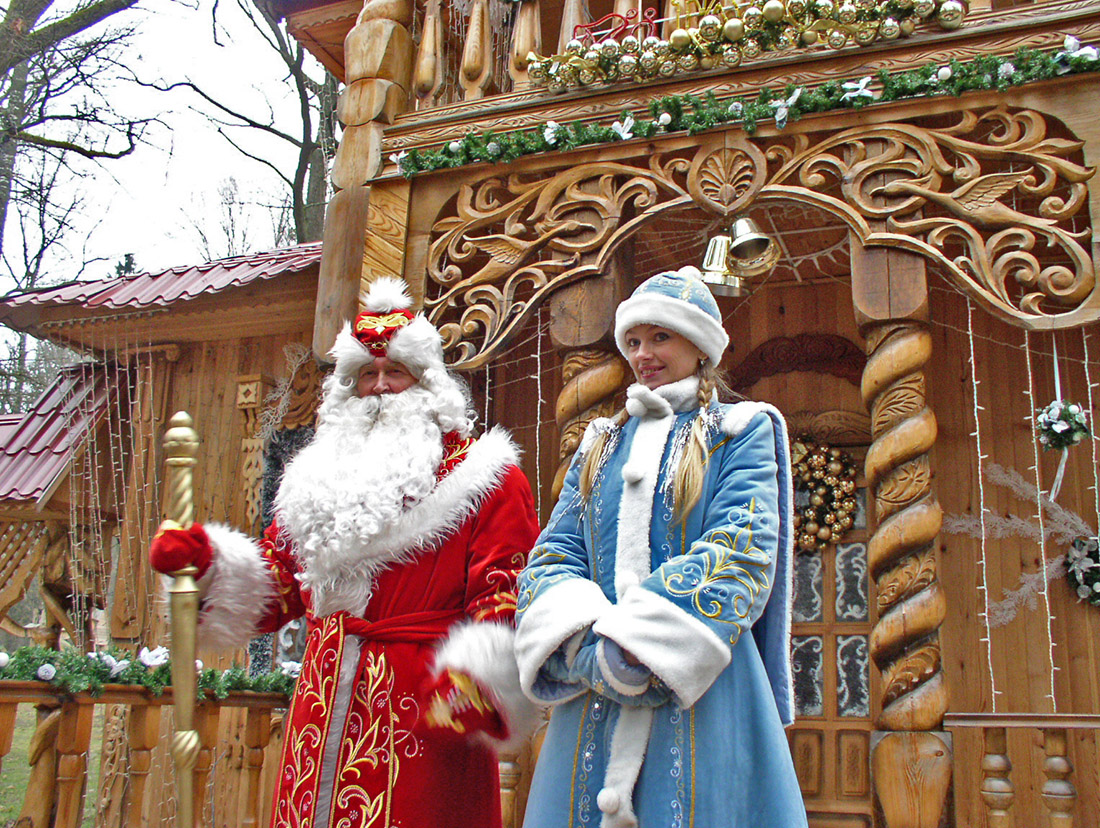
Дед Мороз и Снегурочка в Беловежской пуще, 2004 год.

После революции религия находилась под всё возрастающим давлением и контролем государства, в том числе Рождество и все связанные с ним обычаи. С 1929 года в советской России было запрещено отмечать Рождество Христово. По постановлению СНК СССР от 24.09.1929 «О рабочем времени и времени отдыха в предприятиях и учреждениях, переходящих на непрерывную производственную неделю» «В день нового года и дни всех религиозных праздников (бывших особых дней отдыха) работа производится на общих основаниях».
Однако в 1935 году в результате поворота государственной политики рождественские традиции были переосмыслены как часть светского празднования Нового года (1 января). В книгах по организации новогодних ёлок советского периода, Снегурочка выступает наравне с Дедом Морозом, как его внучка, помощник и посредник в общении между ним и детьми. В начале 1937 года Дед Мороз и Снегурочка впервые явились вместе на праздник ёлки в московский Дом Союзов. Любопытно, что на ранних советских изображениях Снегурочка чаще изображена маленькой девочкой, в виде девушки её стали представлять позднее. На почтовых открытках начала XX века Деда Мороза часто сопровождал мальчик Новый Год, и если деда изображали в красной или белой шубе, то мальчика — в голубом костюме. Эта традиция определила цвета костюмов праздничных персонажей, появившихся на первой официальной ёлке в Доме Союзов: Деда Мороза сопровождала Снегурочка в одежде голубого цвета.
В послевоенный период Снегурочка — почти обязательная спутница Деда Мороза во всех праздничных торжествах и поздравлениях. Под Новый год часто Снегурочками работали студентки театральных вузов и актрисы. В самодеятельных постановках на роль Снегурочек выбирали старших девочек, девушек и женщин, обычно светловолосых.

### Терем Снегурочки

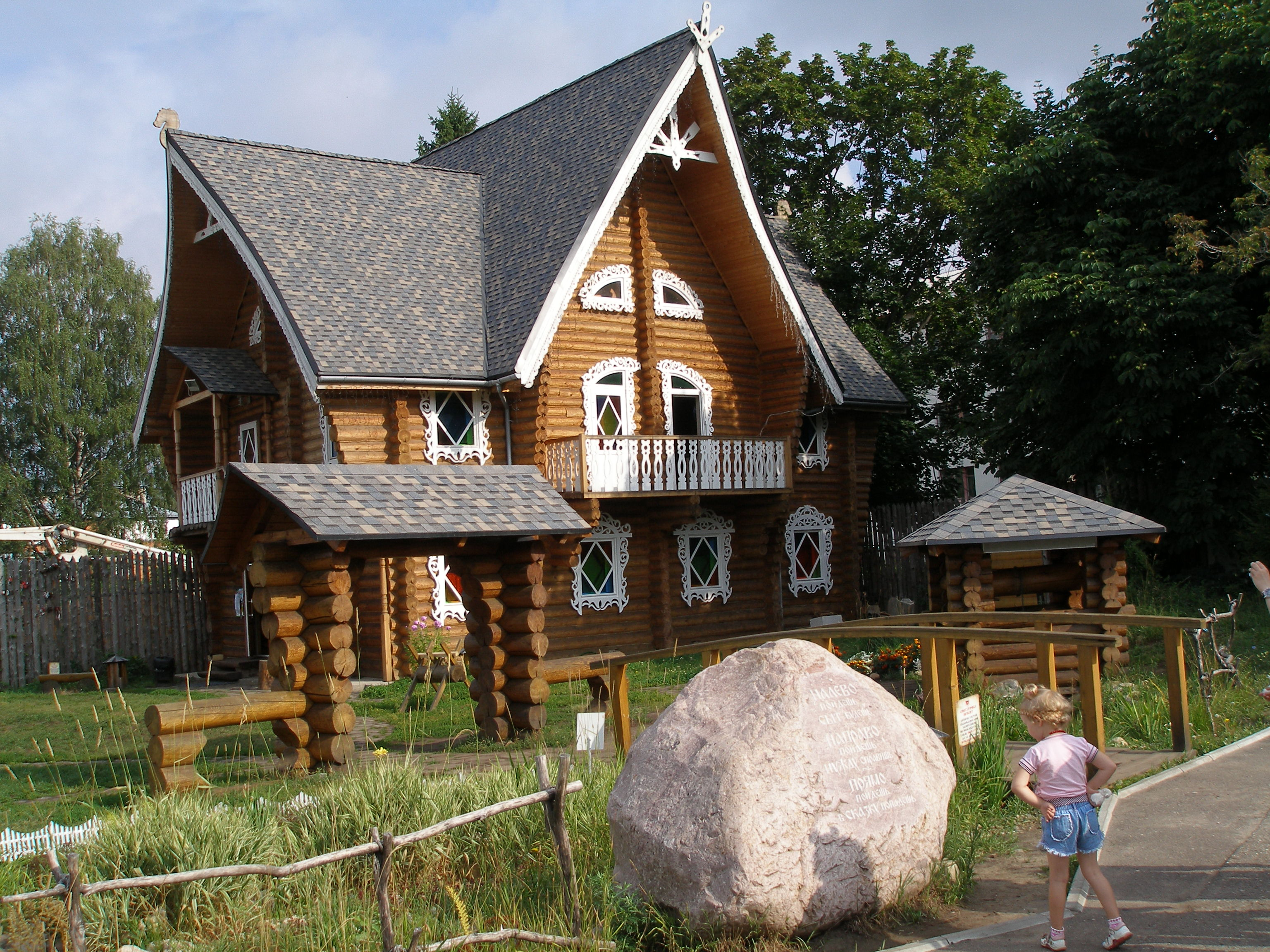
Терем Снегурочки в Костроме

Для фильма «Снегурочка» (1968) у реки Мера была построена целая «деревня берендеев». Выбор места был неслучаен: в этих краях, в Щелыково, Островский писал свою пьесу. После завершения съёмок деревянные декорации были перенесены в Кострому, где возник парк «Берендеевка». Кроме этого, в Костроме в 2008 году построен Терем Снегурочки, в которой та круглый год принимает гостей. В 2009 году, 4 апреля впервые официально отмечался день рождения Снегурочки. С этого времени День рождения Снегурочки отмечается в Костроме ежегодно. В 2020 году в Костроме также открылся Музей моды Снегурочки.

## Образ в искусстве

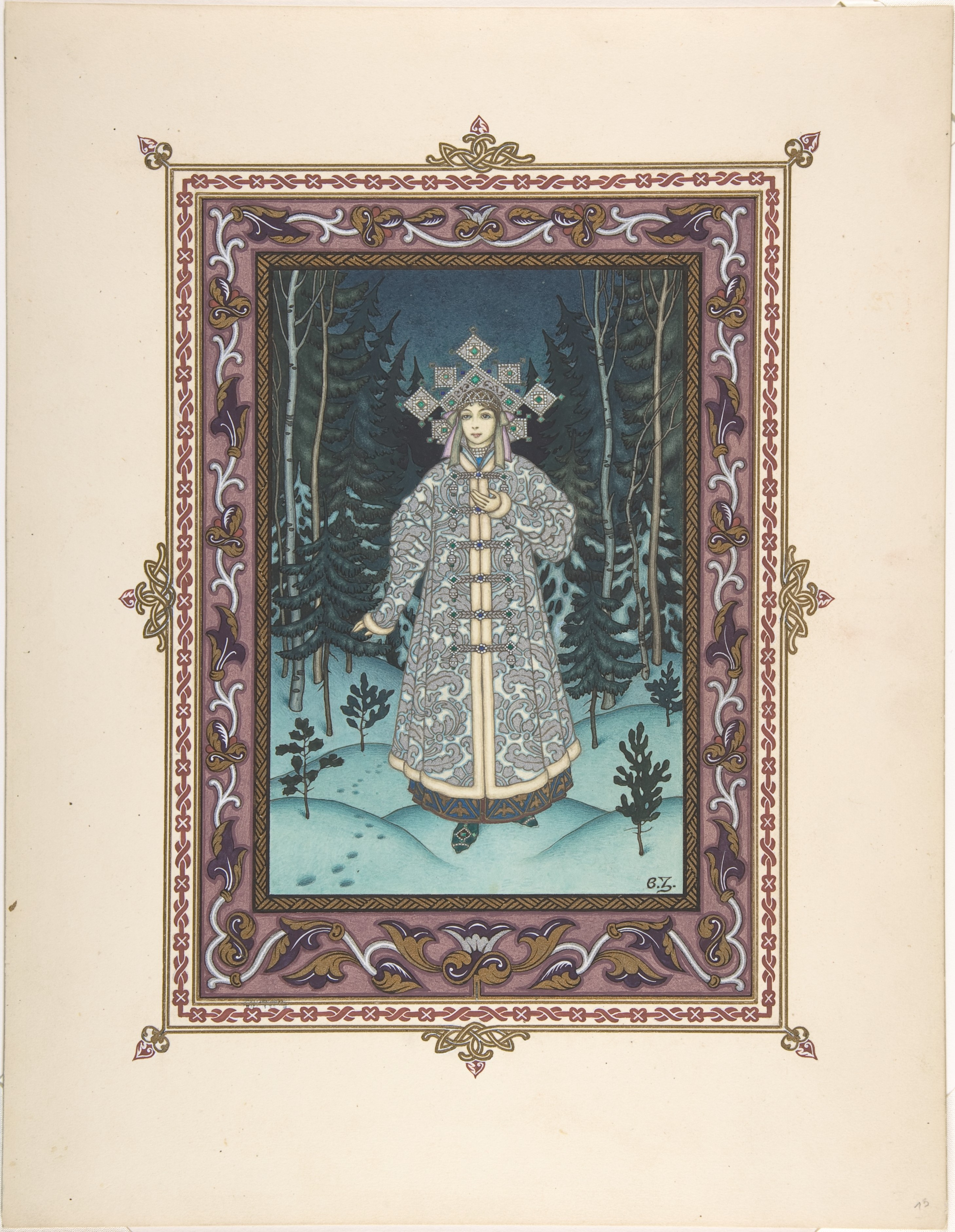
Зворыкин Б. В. Снегурочка (около 1925 года).

### В кинематографе
По мотивам народной сказки
- «Сказка о Снегурочке» (1957) — мультфильм режиссёра В. Д. Дегтярёва.
- «Снегурка» (1969) — мультфильм режиссёра В. Д. Дегтярёва.

Адаптации пьесы А. Н. Островского
- «Снегурочка» (1952) — мультфильм режиссёра И. П. Иванова-Вано.
- «Снегурочка» (1968) — кинофильм режиссёра П. П. Кадочникова, в роли Снегурочки — Евгения Филонова.
- «Весенняя сказка» (1971) — телефильм режиссёра Ю. Н. Цветкова, в роли Снегурочки — Наталия Богунова.
- «Ледяная внучка» (1980) — кинофильм режиссёра Б.Рыцарева, в роли Снегурочки/Любы — Светлана Орлова, князя — Альберт Филозов.
- «Снегурочка» (2006) — мультфильм режиссёра М. А. Муат

Мультфильмы
- «Зимняя сказка» (1945) — мультфильм-фантазия, сценарий — Иван Иванов-Вано, Евгений Шварц, по сюжету белки лепят снежную девочку и рождается Снегурочка.
- «Когда зажигаются ёлки» (1950) — мультфильм, сценарист Владимир Сутеев, впервые Снегурочка изображена как помощница Деда Мороза.
- «Ну, погоди!» (выпуск 8, 1974) — мультфильм, в костюме Снегурочки — Волк (как гротеск образа) исполняет с Зайцем «Песню Деда Мороза и Снегурочки».
- «Дед Мороз и серый волк» (1978) — мультфильм, сценарий Владимир Сутеев, Снегурочка появляется как спутница Деда Мороза.
- «Партизанская Снегурочка» (1981) — мультфильм.
- Сказочный патруль (2016 —) — мультсериал. Озвучила Снегурочку (Снежку) Полина Кутепова. Упоминаются родители Снегурочки — Вьюга (дочь Мороза) и один из работающих у него эльфов.

Фильмы
- «Новогодние приключения Маши и Вити» (1975) — в роли Снегурочки — Ирина Борисова.
- «Снегурочку вызывали?» (1985) — в роли Снегурочки — Ирина Алферова.
- «Ирония судьбы. Продолжение» (2007) — в роли Снегурочки — Евгения Добровольская.
- «Моя мама — Снегурочка» (2007) — в роли Снегурочки — Мария Порошина.
- «Срочно требуется Дед Мороз» (2007) — в роли Снегурочки — Светлана Письмиченко.
- «Снегурочка. Пасхальная сказка» (2010) — в роли Снегурочки — Татьяна Петрова.
- «Страна ОЗ» (2015) — Алиса Хазанова и Дарья Екамасова
- «Снегурочка против всех» (2021) — в роли Снегурочки — Надежда Сысоева

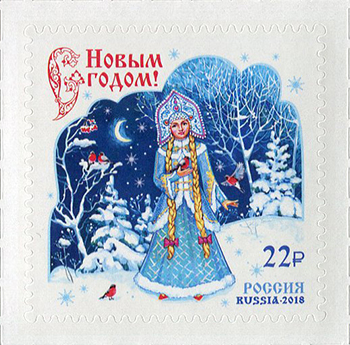
Почтовая марка 2018 года с изображением Снегурочки

### В музыке
- В 1882 году Н. А. Римский-Корсаков написал оперу «Снегурочка».
- Песенка-дуэт «Расскажи, Снегурочка, где была» Волка (А. Папанов) и Зайца (К. Румянова) из 8-го выпуска мультсериала «Ну, погоди!» (1974). Есть пародия на неё группы «Сектор Газа» из альбома «Ночь перед Рождеством» (1991).
- «Снегурочка» — песня, не вошедшая в фильм «Жестокий романс» (1984), но присутствующая на грампластинке с песнями из фильма, в исполнении Валентины Пономарёвой.

### В изобразительном искусстве
- «Снегурочка» (1899) — Виктор Михайлович Васнецов. Холст, масло. 116х80 см. Музей: Третьяковская галерея.

## Случаи цензуры
- Накануне празднования нового 2012 года исламские проповедники Дагестана усмотрели в образе Снегурочки вызов традиционной культуре (из-за «коротенького развратного сарафанчика»), что привело к игнорированию торжеств в ряде школ республики[9].

- Накануне 2014 года государственное телевидение Таджикистана заявило, что намерено отказаться в своём эфире от ряда советских символов Нового года, в числе которых, наряду с новогодней ёлкой и Дедом Морозом, оказалась и Снегурочка[10].